# Grankardarspindel
Grankardarspindel (Lathys humilis) är en spindelart som först beskrevs av John Blackwall 1855.  Grankardarspindel ingår i släktet Lathys och familjen kardarspindlar. Arten är reproducerande i Sverige. Utöver nominatformen finns också underarten L. h. meridionalis.